# Gil Blas (revista)
Gil Blas fue una revista satírica impresa en la ciudad española de Madrid entre 1864 y 1872, con una breve reaparición en 1882.

## Descripción

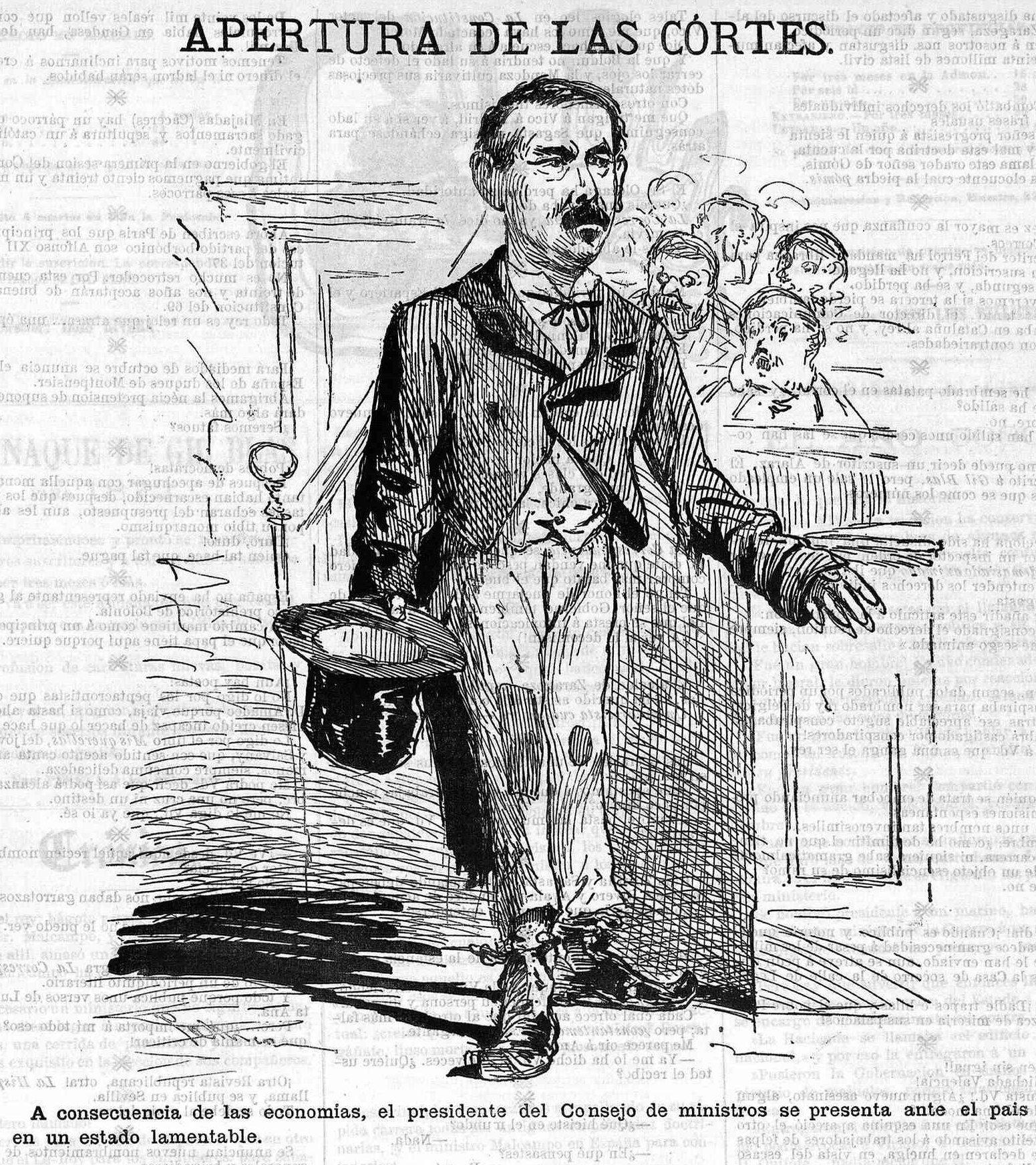
Apertura de las Cortes, de Pellicer, caricatura de Manuel Ruiz Zorrilla.

Se describía a sí misma como periódico político satírico, fue fundado por Manuel del Palacio y Luis Rivera (también escritores en este periódico) en diciembre de 1864 y cesó de publicar hacia septiembre de 1872. Semanario de cuatro páginas, con grabados. Cuyo precio de suscripción era de 6 reales al mes. Impreso por R. Labajos, Cabeza, 27, Madrid.
Publicación de sátira virulenta, en la que generalmente en las páginas 2 o 3 de cada número solían insertarse caricaturas a gran tamaño firmadas —casi siempre con pie— de acreditados dibujantes como Francisco Ortego, Daniel Perea, Alfredo, Giménez o Llovera.

## Análisis

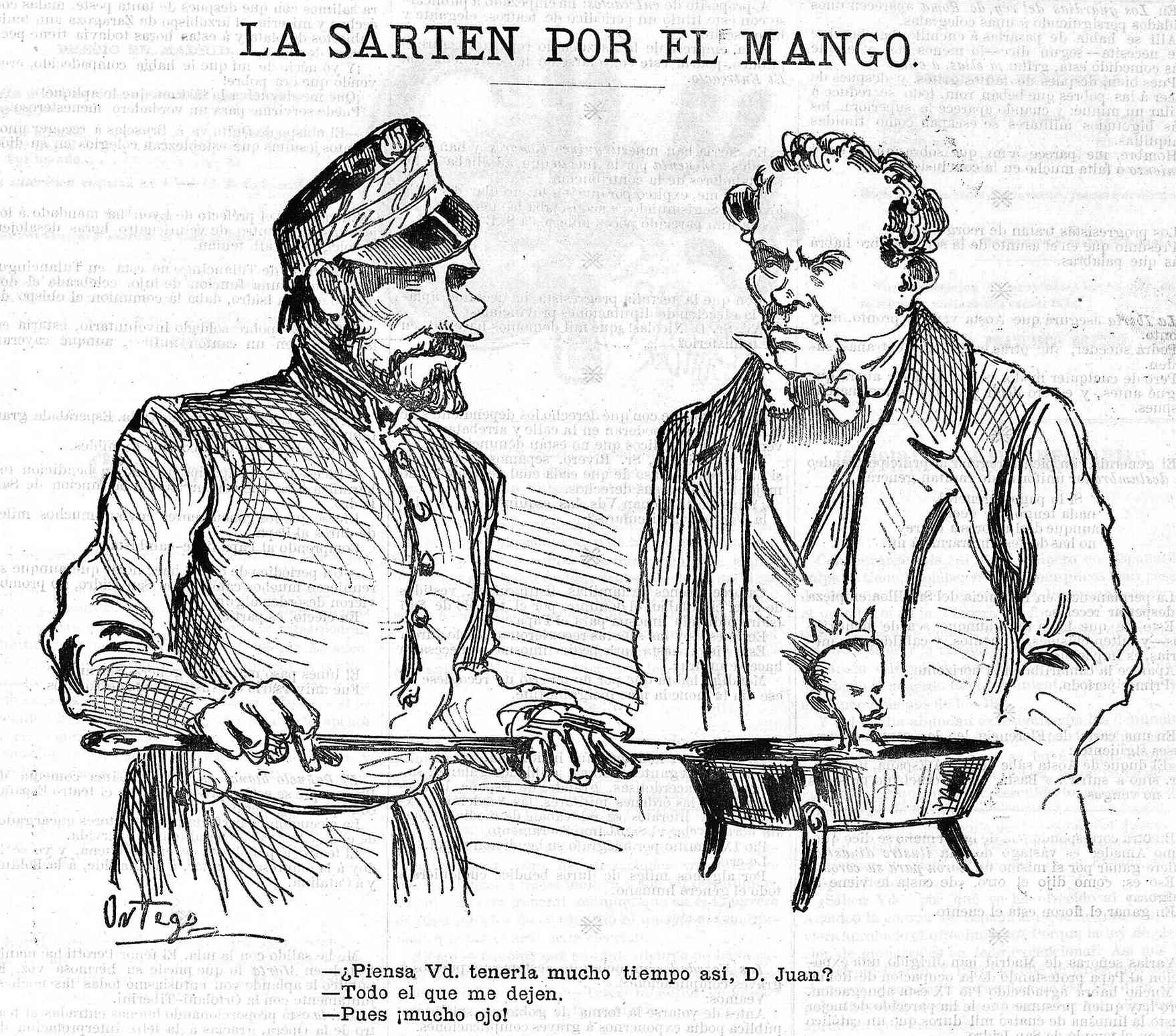
La sartén por el mango, de Francisco Ortego Vereda, caricatura de Juan Prim.

Cubrió así, en sus ocho años de vida, y sus 668 números, desde el fin del período moderado hasta la mitad del reinado de Amadeo I, pasando por el largo proceso que llevaría al final de la época isabelina; aunque no alcanzó a coexistir con aquello que aproximadamente había promovido: el nacimiento de la primera República. Tampoco, evidentemente, por su pronta defunción.
Cuatro sucesivas épocas se advierten en Gil Blas. La primera, desde el 3 de diciembre de 1864 al 16 de junio de 1866 (antes hubo un número cero, prospecto, en noviembre de 1864); la segunda, desde el 4 de octubre de 1866 al 3 de noviembre de 1867 (el nada breve tránsito de la primera a la segunda fue motivado por una suspensión del periódico «de orden del capitán general»); la tercera, desde el 7 de noviembre de 1867 al 31 de diciembre de 1871, sería tan larga como intensa (los cuatro días transcurridos entre el final de la segunda y el inicio de la tercera se dedicaron al trámite de un depósito económico, el preceptivo para obtener el alta de periódico político); y de la ya decadente segunda mitad de la tercera época se pasó a una cuarta, debido al cambio de periodicidad, que se constituyó semanal; y duraría hasta el domingo 29 de septiembre de 1872, pues el 6 de octubre de este mismo año apareció un suelto de despedida titulado A sus amigos y suscritores.
En 1882 se produjo una reaparición de la revista, pero solo publicó 37 números.

## Escritores y artistas

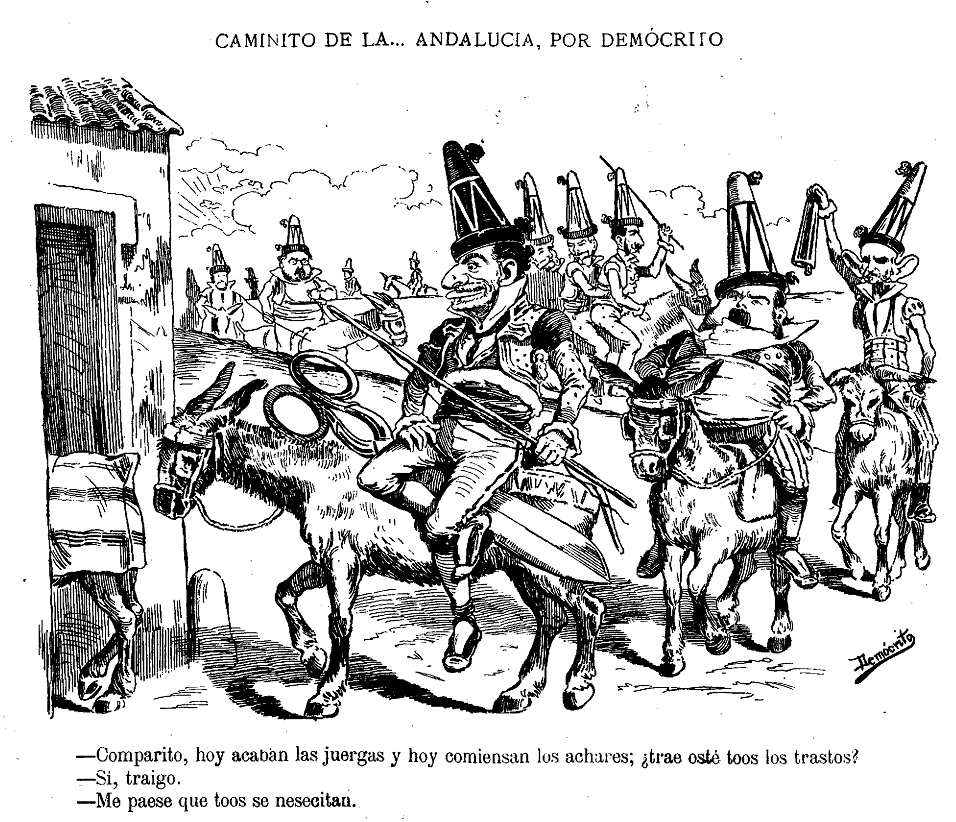
Caminito de la Andalucía, de Eduardo Sojo «Demócrito», en la reaparición de la revista en 1882.

Desde sus inicios hasta 1869 más o menos, Gil Blas siempre contó con la colaboración de varios apreciados escritores y dibujantes del momento. De entre los primeros es obligado destacar, aparte del ya citado Manuel del Palacio, a Federico Balart, Eusebio Blasco, Ernesto García Ladevese, Eduardo de Lustonó, Manuel Matoses, Florencio Moreno Godino, Antonio Pérez Rioja, Miguel Ramos Carrión, Luis Rivera, Roberto Robert, Eduardo Saco o Antonio Sánchez Pérez. Y, de menor calibre literario, hay que añadir los nombres que siguen: Pedro María Barrera, Pedro Bofill, Julio Monreal, José Navarrete o Antonio Ramiro García.
De entre los artistas quedan mencionados Daniel Perea y Francisco Ortego; aunque otros deben ser añadidos a la lista: Alfredo Perea, José Llovera, José Luis Pellicer. Incluso alguna vez dibujó para Gil Blas, firmando S. —por su poco conocido seudónimo Sem—, Valeriano Bécquer.